# Santa María de Marlés
Santa María de Marlés (en catalán y oficialmente, Santa Maria de Merlès) es un municipio de Cataluña, España, pertenecinte a la comarca del Berguedà en la provincia de Barcelona. Cuenta con una población de 175 habitantes (INE 2024).

## Demografía
Cuenta con una población de 175 habitantes (INE 2024).
| Gráfica de evolución demográfica de Santa María de Marlés entre 1842 y 2021 |
| |
| En estos censos se denominaba Santa María de Marlés: 1842, 1857, 1860, 1877, 1887, 1897, 1900, 1910, 1920, 1930, 1940, 1950, 1960, 1970 y 1981 Entre el censo de 1857 y el anterior, crece el término del municipio porque incorpora a 085055 (Sant Martí de Marlés) y 085056 (Sant Pau Pinós) Población de derecho según los censos de población del INE. Población de hecho según los censos de población del INE. |

## Economía
Agricultura de secano. Ganadería bovina y porcina.

## Lugares de interés
- Puente románico de San Martín.
- Iglesia de San Pablo de Pinós, iniciado en el siglo XII.
- Iglesia de San Miguel de Terradelles, siglo XII.
- Iglesia barroca de Santa María de Marlés, siglo XVII.
- Ruinas del castillo de Marlés, siglo XII.
- Capilla de Santa María Magdalena, con esculturas zoomorfas.